# Josefina Vázquez Mota
Josefina Eugenia Vázquez Mota (Ciutat de Mèxic, 20 de gener de 1961) és una economista i política mexicana, membre del Partit Acció Nacional (PAN). Va ser secretària de Desenvolupament Social durant el mandat de Vicente Fox, secretària d'Educació Pública en l'actual mandat de Felipe Calderón, i diputada federal en dues ocasions a la Cambra de Diputats. Fou la candidata a la Presidència de Mèxic pel PAN.

## Joventut
Va créixer en la Ciutat de Mèxic amb els seus pares i set germans. Està casada amb l'empresari Sergio Ocampo Muñoz, professional de la informàtica. Josefina Vázquez Mota i el seu marit tenen tres filles: María José, Celia Maria i Montserrat.
Després d'estudiar el batxillerat en una escola afiliat a l'Instituto Politécnico Nacional, va ingressar a la carrera d'economia a la Universidad Iberoamericana. Va cursar el Programa de Perfeccionament Directiu D-1, a l'Institut Panamericà d'Alta Direcció d'Empreses (IPADE) i va obtenir, a més, el diplomat d'Idees i institucions a l'Institut Tecnològic Autònom de Mèxic (ITAM).

## Càrrecs polítics
Va treballar com a editorialista en diferents diaris d'anàlisi econòmica. Igualment ha estat assessora d'organismes empresarials com la Confederació de Cambres Nacionals de Comerç, Serveis i Turisme (Concanaco) i la Confederació Patronal de la República Mexicana (Coparmex).
Va ser postulada pel Partit Acció Nacional per la Cambra de Diputats de Mèxic en la LVIII Legislatura per la via plurinominal, on va ocupar el càrrec de Subcoordinadora de Política Econòmica, però, va sol·licitar llicència per retirar del seu càrrec en ser designada pel president Vicente Fox com secretària de Desenvolupament Social, mantenint-se en aquest càrrec fins al 6 de gener de 2006. En aquesta data, va renunciar al gabinet per incorporar-se a la campanya de Felipe Calderón Hinojosa, llavors candidat del PAN a la presidència. Acabades les eleccions i un cop declarat Felipe Calderón Hinojosa com a president electe, Vázquez Mota es va incorporar al seu equip de transició com a Coordinadora d'Enllaç Polític.
El 24 de novembre de 2006, en vigílies que Felipe Calderón Hinojosa assumís la presidència del país, va donar a conèixer el seu nomenament com a secretària d'Educació Pública, càrrec que va ocupar a partir de l'1 de desembre de 2006. Va romandre en el lloc fins al 4 d'abril de 2009 quan va renunciar per ser candidata del PAN a la Cambra de Diputats.
El 5 de juliol va ser nominada com a diputada federal plurinominal pel Partit Acció Nacional per a la LXI Legislatura i quan va prendre possessió del càrrec va ser designada com a Coordinadora del Grup Parlamentari del Partit Acció Nacional a la Cambra de Diputats. A partir de setembre de 2010 fungió com a Presidenta de la Junta de Coordinació Política de la Cambra de Diputats.
El 4 setembre 2011 Josefina Vázquez Mota va anunciar que sol·licitaria llicència al càrrec de diputada federal i líder de la bancada panista a la Cambra de Diputats per buscar la candidatura presidencial del seu partit, sol·licitud que va ser aprovada per la Cambra de Diputats el 6 de setembre; el 17 de novembre el PAN va publicar oficialment la seva convocatòria per a l'elecció del seu candidat a la presidència, i el 12 de desembre Vázquez Mota es va registrar formalment, sent el seu registre aprovat el 17 del mateix mes juntament amb les de Santiago Creel i Ernesto Cordero Arroyo.
El 5 de febrer de 2012 es va realitzar la que seria la primera volta en l'elecció interna del PAN, tenint com a resultats preliminars la victòria de Josefina Vázquez Mota amb el 55% dels vots, sobre el 38% d'Ernesto Cordero i el 6% de Santiago Creel estant comptabilitzats aquesta nit el 86,7% de la totalitat de vots emesos, tendència que va ser considerada irreversible pel president de la Comissió d'Eleccions, José Espina, i que en conseqüència li atorgava la candidatura sense necessitat de celebrar una segona volta electoral, el que va ser reconegut pels seus contrincants i la direcció del partit.
L'11 de març de 2012, va prendre possessió com a candidata oficial del Partit Acció Nacional a la Presidència de Mèxic, convertint-se en la primera dona a tenir aquesta candidatura dins del seu partit. I en els primers minuts del divendres 30 de març va iniciar formalment la seva campanya per al procés electoral de 2012 a la seu nacional del PAN a la Ciutat de Mèxic.